# Multimedia PC

Oficiální logo MPC

Multimediální PC nebo také MPC byla doporučená konfigurace pro osobní počítač se zvukovou kartou a CD-ROM mechanikou. Libovolný osobní počítač s požadovanými standardy mohl být označován jako „MPC“.
Mechanika CD-ROM se sice objevila na trhu kolem roku 1990, ale tehdy bylo obtížné výstižně sdělit spotřebiteli všechny hardwarové požadavky pro použití nového „multimediálního software“, kterým se většinou mínil „software zobrazující video na osobním počítači právě přes CD-ROM mechaniku“. Tento MPC standard předpokládal výstižnou multimediální komunikaci, takže spotřebitel při nákupu hardwaru nebo softwaru mohl jednoduše hledat MPC logo, které zajišťovalo plnou kompatibilitu.
V roce 1991 rozhodlo velké konsorcium pod vedením firmy Microsoft o tom, jak má vypadat první multimediální počítač (MPC):
- Procesor 386SX / 16 MHz
- 2 MB RAM operační paměti
- Pevný disk o velikosti 30 MB
- Grafická karta VGA s rozlišením 640 x 480 bodů a 256 barvami.
- 1x CD-ROM mechanika s přenosovou rychlostí 150 KB/s, která bude zatěžovat procesor méně než 40 procenty.
- 8bitová zvuková karta se schopností přehrávat stereo zvuk na frekvenci 22 kHz a nahrávat zvuk na frekvenci 11 kHz.
- Operační systém Windows 3.0 s multimediálním rozšířením.

Kvůli velmi rychlému vývoji procesorů i dalších komponent se v roce 1993 objevilo MPC druhé úrovně (MPC Level 2):
- Procesor 486SX / 25 MHz
- 4 MB RAM operační paměti
- Pevný disk o velikosti 160 MB
- Grafická karta VGA s rozlišením 640 x 480 bodů a 65535 barvami.
- 2x CD-ROM mechanika s přenosovou rychlostí 300 KB/s, která bude zatěžovat procesor méně než 40 procenty.
- 16bitová zvuková karta se schopností přehrávat stereo zvuk na frekvenci 44,1 kHz (v kvalitě CD).
- Operační systém Windows 3.0 s multimediálním rozšířením nebo Windows 3.1

V roce 1996 se opět kvůli rychlému vývoji všech hardwarových komponent objevilo MPC třetí úrovně (MPC Level 3):
- Procesor Pentium / 75 MHz
- 8 MB RAM operační paměti
- Pevný disk o velikosti 540 MB
- Grafická karta musí umět přehrát video s rozlišením 352 x 240 bodů, rychlostí 30 snímků za sekundu a 32768 barvami.
- Hardwarová podpora video formátu MPEG-1.
- 4x CD-ROM mechanika s přenosovou rychlostí 600 KB/s, která bude zatěžovat procesor méně než 40 procenty.
- 16bitová zvuková karta se schopností přehrávat stereo zvuk na frekvenci 44,1 kHz s podporou FM syntézy OPL3.
- Operační systém Windows 3.11 a MS-DOS verze 6.0